# Seznam dílů seriálu Willy Fog na cestě za dobrodružstvím
Toto je seznam dílů seriálu Willy Fog na cestě za dobrodružstvím z roku 1994.
Seriál Willy Fog na cestě za dobrodružstvím volně navazuje na dřívější seriál Willy Fog na cestě kolem světa za 80 dní. Zatímco v českém znění původního seriálu byly jednotlivé epizody pouze číslovány, v novém seriálu je ke každému dílu přiřazen oficiální český název.
Seriál je sice koncipován jako jednořadový o dvaceti šesti dílech, je však složen ze dvou částí, které na sebe navazují, ale spolu nesouvisejí. První část je inspirovaná románem Julesa Vernea s názvem Cesta do středu Země a druhá následně dílem 20 000 mil pod mořem.

## Seznam dílů

### Cesta do středu Země
Tato polovina seriálu se věnuje výpravě Willyho Foga a jeho družiny do středu planety Země.
| Č. v seriálu | Původní název                | Český název          | Původní premiéra  | Česká premiéra    |
| ------------ | ---------------------------- | -------------------- | ----------------- | ----------------- |
| 1            | El mensaje cifrado           | Kódovaná zpráva      | 24. září 1994     | 13. července 1998 |
| 2            | Rumbo a Islandia             | Cesta na Island      | 1. října 1994     | 20. července 1998 |
| 3            | Un guía silencioso           | Tichý průvodce       | 2. října 1994     | 27. července 1998 |
| 4            | El volcán dormido            | Spící sopka          | 8. října 1994     | 3. srpna 1998     |
| 5            | Romy en peligro              | Romy v nebezpečí     | 9. října 1994     | 10. srpna 1998    |
| 6            | Hacia el centro de la Tierra | Do středu Země       | 15. října 1994    | 17. srpna 1998    |
| 7            | La venganza de Transfer      | Chidlingova pomsta   | 16. října 1994    | 24. srpna 1998    |
| 8            | Un río inesperado            | Objevení řeky        | 22. října 1994    | 31. srpna 1998    |
| 9            | Perdidos en la oscuridad     | Ztraceni v pustinách | 23. října 1994    | 7. září 1998      |
| 10           | El mar subterráneo           | Podzemní moře        | 29. října 1994    | 14. září 1998     |
| 11           | La batalla de los monstruos  | Souboj příšer        | 30. října 1994    | 21. září 1998     |
| 12           | La tempestad                 | Bouře                | 5. listopadu 1994 | 28. září 1998     |
| 13           | El regreso                   | Cesta zpátky         | 6. listopadu 1994 | 5. října 1998     |

### 20 000 mil pod mořem
Tato polovina seriálu se věnuje výpravě Willyho Foga a jeho družiny za záhadným tvorem, který níčil na moři lodě.
| Č. v seriálu | Původní název                    | Český název         | Světová premiéra   | Česká premiéra     |
| ------------ | -------------------------------- | ------------------- | ------------------ | ------------------ |
| 14           | Unos sucesos inexplicables       | Mořská záhada       | 12. listopadu 1994 | 12. října 1998     |
| 15           | El profesor Aronnax              | Staří přátelé       | 13. listopadu 1994 | 19. října 1998     |
| 16           | Ned Land, el arponero            | Ned Land, harpunář  | 19. listopadu 1994 | 26. října 1998     |
| 17           | En alta mar                      | Na širém moři       | 20. listopadu 1994 | 2. listopadu 1998  |
| 18           | El monstruo de las profundidades | Obluda z hlubin     | 26. listopadu 1994 | 9. listopadu 1998  |
| 19           | El capitán Nemo                  | Záhadný kapitán     | 27. listopadu 1994 | 16. listopadu 1998 |
| 20           | Visitando el Nautilus            | Zajatci na Nautilu  | 3. prosince 1994   | 23. listopadu 1998 |
| 21           | Un paseo submarino               | Podmořská procházka | 4. prosince 1994   | 30. listopadu 1998 |
| 22           | En tierra firme                  | Na pevnině          | 13. prosince 1994  | 7. prosince 1998   |
| 23           | Los pescadores de perlas         | Lovci perel         | 18. prosince 1994  | 14. prosince 1998  |
| 24           | En el Polo Sur                   | Na jižním pólu      | 7. ledna 1995      | 21. prosince 1998  |
| 25           | Luchando con los pulpos          | Souboj s chobotnicí | 8. ledna 1995      | 24. prosince 1998  |
| 26           | Salvados por el torbellino       | Plán útěku          | 15. ledna 1995     | 25. prosince 1998  |